# Taunggyi
Taunggyi (del birmano: တောင်ကြီးမြို့ ‘[tàʊɰ̃dʑí mjo̰]’‘MLCTS: taung kri mrui’), en shan: ဝဵင်းတူၼ်ႈတီး [weŋ˥ ton˧˧˨ ti˥], en Pa'O: ဝေင်ꩻတောင်းကီꩻ) es la capital del estado Shan, Birmania. En el distrito y municipio homónimos.

## Toponimia
El nombre Taunggyi significa «gran montaña», en birmano. Deriva su nombre de  la cordillera al este de la ciudad, parte de las colinas Shan, cuyo punto más prominente se conoce como Taung-chun o «la espuela». La cresta tiene una característica más prominente y popularmente conocida como Chauk Talone, «las rocas». Las montañas Shan son una continuidad del sistema montañoso de Tailandia y Laos.

## Historia
Antes de la colonización británica, Taunggyi era una pequeña aldea de unas cuantas chozas. Durante la ocupación británica, la ciudad se convirtió en la principal ciudad y capital del sur de los Estados de Shan. El desarrollo moderno de  Taunggyi comenzó en 1894, cuando los británicos trasladaron sus oficinas administrativas, por razones de salud y geográficas, de Maing Thauk (Fort Stedman) en la costa oriental del lago Inle a la elevación más alta de Taunggyi.

## Demografía
| Gráfica de evolución de Taunggyi entre 2010 y 2014 |
|                                                    |
| Fuente: World Gazetteer.                           |

Aunque en el estado Shan, los shan no es la población mayoritaria en esta ciudad. Los intha y pa-O, habitantes originarios de la meseta Shan, sí conforman la mayoría. Ellos, sin embargo, son cultural y lingüísticamente diferentes de los shan. Recientemente ha habido una incursión de inmigrantes chinos a la ciudad.
Taunggyi es la quinta ciudad más grande en Myanmar después de Mawlamyine.

## Galería

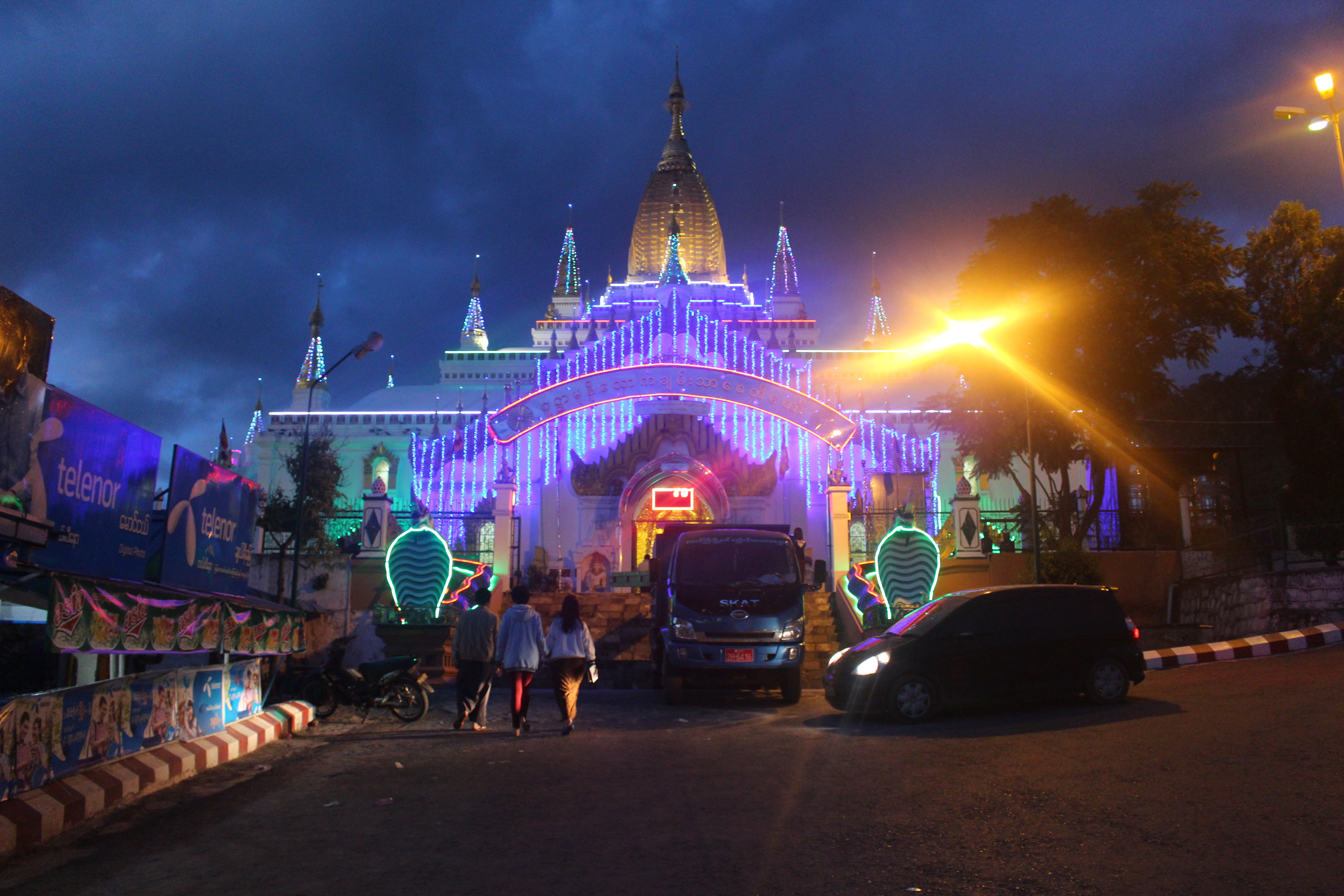
Pagoda de Sulamani
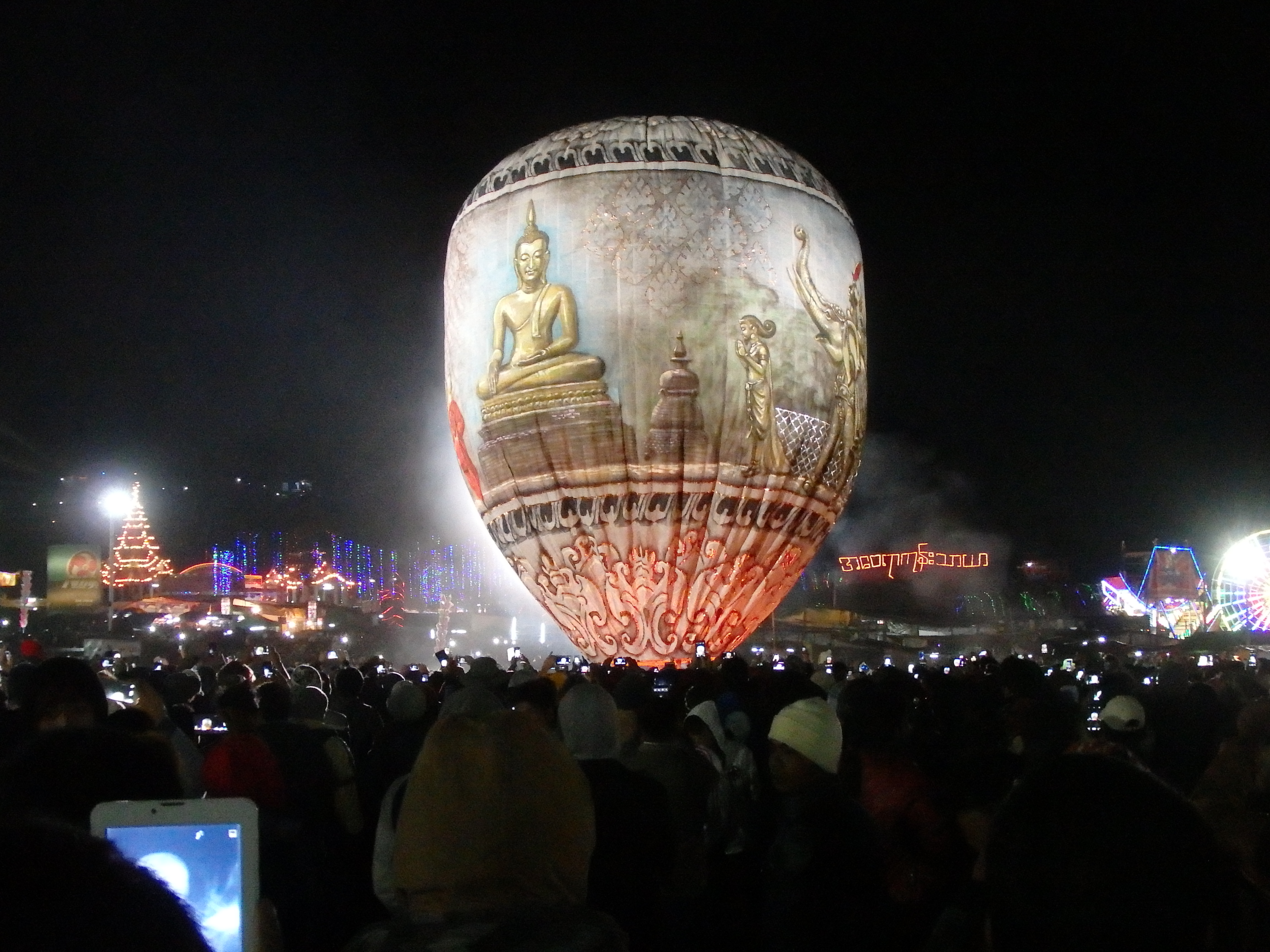
Balloon festival